# Толь (село)
Толь — покинутый аул в Галанчожском районе Чеченской Республики.

## География
Аул Толь расположен к северо-западу от районного центра Галанчож.
Ближайшие развалины аулов: на севере — Ялхорой, на северо-востоке — Дженчу, на юго-западе — Итыркале, на юго-востоке — Карги.

## История
Аул Толь ликвидирован в 1944 году во время депортации чеченцев. После восстановления Чечено-Ингушской АССР чеченцам было запрещено возвращаться в свои исконные районы: Галанчожский, Шатойский и Итум-Калинский.